# Adam Berkhoel
Adam Berkhoel (né le 16 mai 1981 à Woodbury, Minnesota, aux États-Unis) est un joueur professionnel américain de hockey sur glace. Il évoluait au poste de gardien de but.

## Carrière
En 2000, il débute en NCAA avec les Pioneers de l'Université de Denver. Il a été choisi lors du repêchage 2000 en 240e place par les Blackhawks de Chicago. En 2004, il remporte le Frozen Four. La même année, il passe professionnel avec les Wolves de Chicago dans la Ligue américaine de hockey. En 2005, il joue ses premiers matchs dans la Ligue nationale de hockey avec les Thrashers d'Atlanta. Il navigue ensuite entre la Ligue américaine et l'ECHL. Joueur autonome sans compensation en 2007, il s'engage avec les Red Wings de Détroit et est assigné aux Griffins de Grand Rapids. En 2008, il signe un contrat avec les Penguins de Wilkes-Barre/Scranton.

## Statistiques
| Saison    | Équipe                            | Ligue |    | PJ | V  | D | Pr/N  | Min | BC   | Moy  | % Arr | Bl | Pun |
| 1999-2000 | Vulcans de Twin City              | USHL  | 49 | 25 | 15 | 7 | 2 848 | 129 | 2,72 | 92,3 | 5     | 4  |     |
| 2000-2001 | Pioneers de Denver                | WCHA  | 15 | 7  | 6  | 1 | 745   | 38  | 3,06 | 88,4 | 1     | 0  |     |
| 2001-2002 | Pioneers de Denver                | WCHA  | 18 | 12 | 4  | 1 | 1 026 | 40  | 2,34 | 91,7 | 1     | 0  |     |
| 2002-2003 | Pioneers de Denver                | WCHA  | 26 | 12 | 6  | 4 | 1 436 | 55  | 2,3  | 90,8 | 3     | 0  |     |
| 2003-2004 | Pioneers de Denver                | WCHA  | 39 | 24 | 11 | 4 | 2 225 | 91  | 2,45 | 91,8 | 7     | 0  |     |
| 2004-2005 | Wolves de Chicago                 | LAH   | 1  | 0  | 1  | 0 | 59    | 4   | 4,04 | 87,5 | 0     | 2  |     |
| 2004-2005 | Gladiators de Gwinnett            | ECHL  | 24 | 9  | 10 | 5 | 1 458 | 59  | 2,43 | 91,3 | 2     | 2  |     |
| 2005-2006 | Wolves de Chicago                 | LAH   | 11 | 3  | 6  | 0 | 526   | 32  | 3,65 | 88,2 | 0     | 0  |     |
| 2005-2006 | Thrashers d'Atlanta               | LNH   | 9  | 2  | 4  | 1 | 473   | 30  | 3,8  | 88,2 | 0     | 0  |     |
| 2005-2006 | Gladiators de Gwinnett            | ECHL  | 15 | 10 | 4  | 1 | 902   | 41  | 2,73 | 90,9 | 1     | 2  |     |
| 2006-2007 | Bombers de Dayton                 | ECHL  | 43 | 23 | 17 | 3 | 2 584 | 105 | 2,44 | 91   | 5     | 14 |     |
| 2006-2007 | Americans de Rochester            | LAH   | 6  | 2  | 3  | 0 | 316   | 17  | 3,22 | 89,9 | 0     | 0  |     |
| 2007-2008 | Griffins de Grand Rapids          | LAH   | 31 | 10 | 14 | 4 | 1 697 | 83  | 2,93 | 88,8 | 1     | 2  |     |
| 2008-2009 | Penguins de Wilkes-Barre/Scranton | LAH   | 28 | 15 | 11 | 2 | 1 635 | 69  | 2,53 | 91   | 4     | 2  |     |
| 2009-2010 | Nailers de Wheeling               | ECHL  | 28 | 12 | 11 | 3 | 1 590 | 83  | 3,13 | 88,8 | 0     | 0  |     |
| 2009-2010 | Penguins de Wilkes-Barre/Scranton | LAH   | 7  | 4  | 3  | 0 | 403   | 20  | 2,98 | 89,2 | 1     | 0  |     |

## Trophées et honneurs personnels
- 2007 : nommé meilleur joueur du Match des étoiles de l'ECHL.